# Goudoorstekelstaart
De goudoorstekelstaart (Synallaxis scutata) is een zangvogel uit de familie Furnariidae (ovenvogels).

## Verspreiding en leefgebied
Deze soort komt voor in het oosten en het midden van Zuid-Amerika en telt twee ondersoorten:
- S. s. scutata: oostelijk en centraal Brazilië.
- S. s. whitii: oostelijk Bolivia, zuidwestelijk Brazilië en noordwestelijk Argentinië.

## Status
De grootte van de populatie is niet gekwantificeerd maar de soort wordt omschreven als schaars. Op de Rode lijst van de IUCN heeft deze soort de status niet bedreigd.

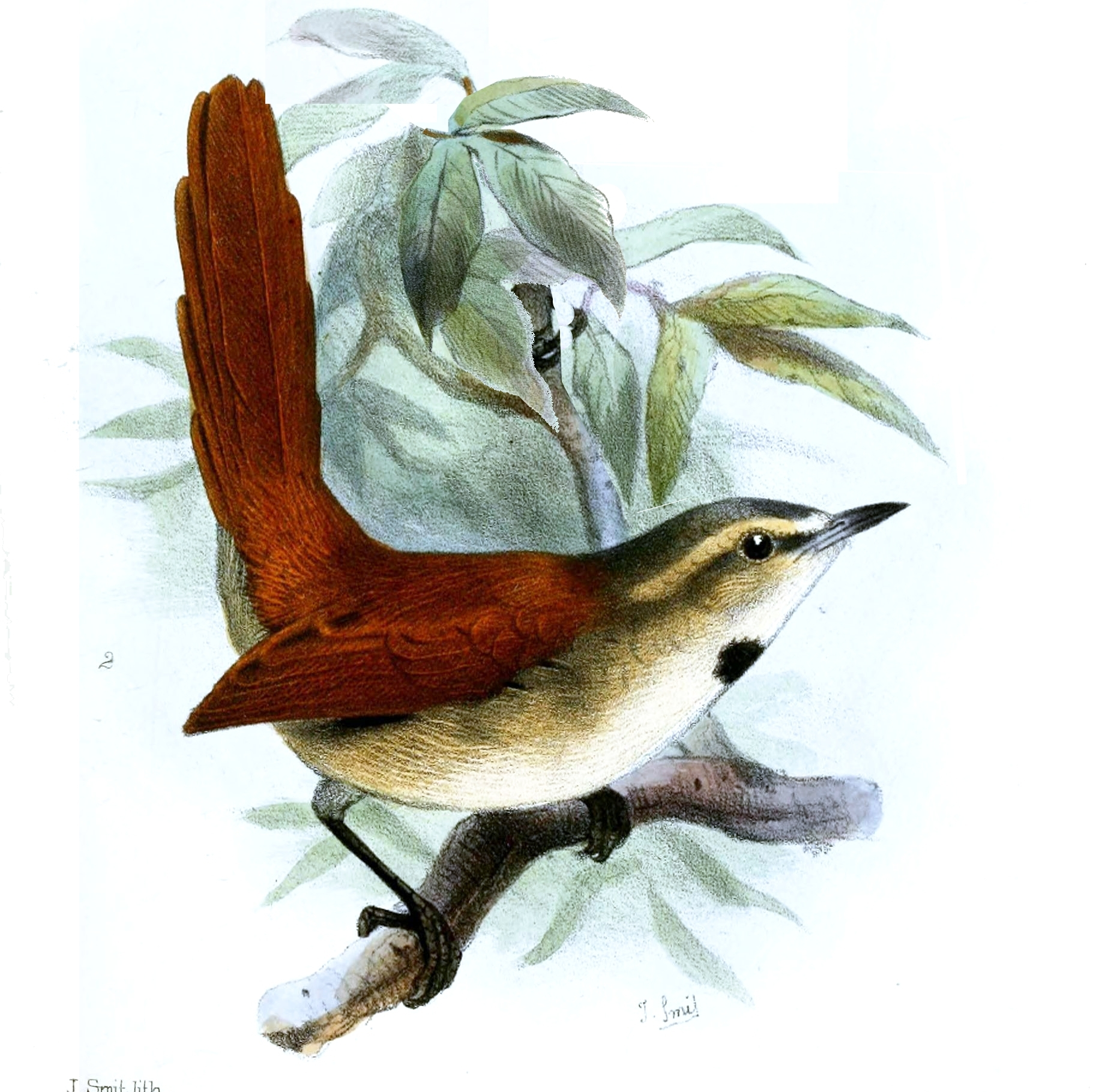